# Scotopteryx magna
Scotopteryx magna är en fjärilsart som beskrevs av Louis Beethoven Prout 1913. Scotopteryx magna ingår i släktet backmätare, och familjen mätare. Inga underarter finns listade.